# Ibiúna (kommun)
Ibiúna är en kommun i Brasilien.   Den ligger i delstaten São Paulo, i den sydöstra delen av landet, 900 km söder om huvudstaden Brasília. Antalet invånare är 71 228.
Följande samhällen finns i Ibiúna:
- Ibiúna

I omgivningarna runt Ibiúna växer i huvudsak städsegrön lövskog. Runt Ibiúna är det ganska tätbefolkat, med 65 invånare per kvadratkilometer.